# 久万俊二郎
久万 俊二郎（くま しゅんじろう、1921年1月6日 - 2011年9月9日）は、日本の実業家。
阪神電気鉄道代表取締役社長・会長・取締役相談役、阪神タイガースオーナーを歴任した。
戸籍上の表記は久萬俊二郎。

## 来歴・人物
兵庫県神戸市生まれ、高知県高知市出身。神戸一中、旧制高知高等学校を経て、戦時中の学徒出陣により東京帝国大学法学部を仮卒業後、戦争も熾烈になってきた1945年3月、一個中隊を率いて玉砕寸前まで戦った元海軍将校。
1946年に阪神電鉄入社。1978年取締役就任、1982年社長昇格。1992年から会長。1984年から阪神タイガースのオーナーを、明治大学・一場靖弘の、いわゆる「裏金問題」で辞任するまで20年間にわたり務めた。在任20年間でチームがAクラス（3位以上）に入ったのが4回、最下位は10回だった。
阪神球団社長を務めた小津正次郎とは出世競争でのライバル的存在で、業界では「阪神はいずれ、久万か小津のどちらかがトップになる」と言われていたという。企業経営者としては、バブル経済期に同業他社が積極投資・経営多角化に打って出る一方で、慎重かつ保守的な姿勢を崩さず、バブル崩壊前後の安定を維持した。また労使交渉などでも手腕を発揮した。
1985年8月12日に運輸省で行われた民鉄協の会議に出席する為に東京に向かい、終了後に日本航空123便で帰阪する予定だったが、自身の急用が出来て会議に出席出来なくなってしまい、その墜落事故から逃れる結果となった。会議には阪神電鉄本社専務取締役（阪神タイガース球団社長）の中埜肇と常務取締役の石田一雄の二人が久万の代理として出席し、会議終了後帰阪のために同便に搭乗し犠牲となった。
1991年から1993年までに日本民営鉄道協会会長を務めた。
ドイツ語に堪能で、酔うとドイツ語の歌を披露する一面もあった。
2011年9月9日、老衰のため神戸市東灘区の病院で死去。90歳没。

## 阪神タイガースのオーナーとして
本業の鉄道経営に徹した「金儲けのプロ」として西梅田再開発（オオサカガーデンシティ）を推進した一方、野球の知識は皆無でもスポーツ新聞の全紙に目を通していた。記者などの問いに対し、「球団より会社（電鉄）」「私は野球は好きじゃない」などと答えることもあった。
1987年、オープン戦後半の3月下旬、掛布雅之が深夜の名神高速道路で酒気帯び運転により捕まった。そのうえ、警官に対して「オレは阪神の掛布だぞ」とすごんだことが報道され、痛烈な批判にさらされた。この大失態にあきれた久万が、新聞記者に掛布トレードの可能性を問われ、「掛布は欠陥商品。それをトレードなんて、相手球団に失礼だろう」と発言したことで、事態はさらに混乱していき、当時監督だった吉田義男は「オーナーにしてみれば、身内の醜態を厳しく評する愛のムチだったと思うが、掛布のプライドはズタズタに傷付いた。」、4月下旬の大阪球場で吉田に会談を求めてきた掛布は「十分反省して、心機一転、頑張ろうと思っていた矢先に、どうしてマスコミにあんなことを言うのか。どうせ言うなら、直接言ってほしかった。」と肩を落としていた。吉田は「同情する点もあったけれど、やはり自分の不始末が原因なのだから、それをプレーで取り返す気概を見せてほしかった。が、残念なことに、シーズンを通して、それは感じられなかった。」と著書に記している。久万存命中は指導者として阪神へ復帰することが許されなかったとされ、結果的に久万の没後から2年後に掛布は「GM付コーディネーター」として復帰した。「私の目の黒いうちは、彼を絶対にウチの監督にはしない」と周囲に語ったことがある。
1985年の阪神優勝の原動力となったランディ・バースについて、1988年に水頭症を患った長男への対応を巡り対立し、シーズン途中で解雇した。この件は、阪神球団が保険加入を怠っていた為、多額の医療費を請求されるのを恐れて解雇したものである。後々示談金が支払われたが、阪神球団代表だった古谷真吾が東京のホテルで投身自殺する結果となった。
1995年のシーズン途中、チームの低迷について「彼の采配はスカタンですな」と中村勝広監督を批判し、中村を途中辞任に追い込んだ。後任の藤田平も翌年、低迷を理由に1年で退任に至ったが、球団社長から解任を伝えられた藤田が求めた会見を拒み、藤田が退任を同意するまでまる1日以上を要する事態となった（詳細は藤田の項目を参照）。
1997年に契約金推定3億6,000万円で獲得したマイク・グリーンウェルがわずか7試合出場したのみで引退を表明した際、久万に契約金全額返金を申し出たが、その際に「正直ないい人だ」と語って返金はなくなったとされる。ただしこのエピソードが明らかになったのは久万が没した後の2019年7月のことであり、またグリーンウェルによる一方的な証言であることには留意を要する。
1999年にヤクルト監督を勇退したばかりの野村克也を監督として招聘した。野村の招聘については、久万が初めて直接会談して監督就任依頼をしたケースになった。自身から3年連続セ・リーグ（吉田義男監督時代の1998年を含めると4年連続）最下位になっても続投を発表したものの、妻である野村沙知代の脱税発覚・逮捕で辞任した。田中康夫らは週刊誌で「阪神を3年連続最下位にして野村さんを続投を決めた久万さんもオーナーを辞めるべし」と厳しく批判した。
野村退任後、野村について久万は「あの人は（経営者ではなく）野球の監督」、「だますのが仕事」、「何回もだまされて腹立ってまんねん」と発言した。野村の後任として中日監督を辞任したばかりの星野仙一を招聘した。星野はこの際、「（低迷は）すべてあなたの責任」と久万に経営体質の抜本的改善を迫り（野村も同様の指摘をしている）、これを就任の第一条件にしたと後に著書で回顧している。結果として、タイガースは2003年にリーグ優勝を果たした。 
2004年の球界再編問題では当初、近鉄・オリックス球団の合併を容認し、さらに「各球団の採算が取れて、1番試合をやりやすいのは1リーグ8球団」と問題浮上以前からの主張を繰り返した。しかし、監督を勇退しオーナー付シニアディレクターに就任していた星野仙一の説得により一転反対に転じ、近鉄の選手らに同情的で「2リーグ制維持」を求めた野崎勝義球団社長らを後押ししたが、自身は確固とした姿勢を欠いたことは否めず、「（球団合併推進による）1リーグ移行」強硬派の巨人・渡邉恒雄オーナーが「（2リーグ制維持なら）パ・リーグに行く」と発言した直後には、「阪神としては巨人と2球団だけでもいい」と破れかぶれの発言をしている。この際、久万は本社顧問弁護士らに巨人の行動が現実化した場合の対応について諮るなど、かなり動揺していた。新規参入に名乗りを上げ、既存球団首脳との会談を求めるライブドア・堀江貴文社長に「会ってもいい」と柔軟な姿勢を見せた一方、他球団も同じとはいえ、こと阪神は「2リーグ制維持」を求め、その主導格にありながら、結果的に最後まで（「1リーグ移行」を最終目標としていたとされる）近鉄・オリックスの球団合併には反対しなかった。
2005年に途中休養説や辞任説がささやかれた巨人監督・堀内恒夫の後任として星野が候補として挙げられた際には、「巨人の監督になればいいじゃないですか」と容認する発言をしている。
久万の後継者で電鉄会社の後継者となった手塚昌利や、球団社長をつとめた野崎勝義らは間接的ながら、久万時代の球団の経営姿勢について批判的な発言をしている。野崎は久万没後の2011年10月、新聞に掲載した追悼録で「（久万に仕えた球団社長の中で）自分がもっとも久万さんと衝突したのではないか」と述べ、野崎がタイガース低迷へのファンの嘆きや関連会社の業績への影響を訴えても「タイガースなんてちっちゃい会社。強い、弱いと騒がんでええ」と言われ「絶句した」と記している。しかし、1996年に28年ぶりに球団決算が赤字になったことで再建に取り組むようになり「それまで閉じていた本社の金庫をあけてくれた」という。
また、野村・星野両監督の招聘は久万の英断であったこと、積極投資→収入増→常勝というチーム作りを成就させて2003年に優勝したことは、久万がタイガースと向き合った証明であり、「久万遺産」であると評した。一方、2004年の球界再編問題時に野崎が「（渡邉恒雄が主導した）1リーグ制が実現するとプロ野球がつぶれる」と久万に食ってかかったところ、「巨人とはけんかするな」と言ったように現実主義者な一面もあった。

## 栄典
- 2006年4月 旭日重光章受章[13]